# Silver (etichetta discografica)
La Silver Record è stata una casa discografica italiana attiva negli anni '60.

## Storia della Silver
L'etichetta aveva sede a Milano in corso Genova 22 e fu fondata dall'industriale Pasquale Pigini.
Tra gli altri artisti che incisero per la Silver ricordiamo Gipo Farassino, Franca Siciliano, che rappresentò l'etichetta a Un disco per l'estate 1965 e  Lucia Altieri, che la rappresentò l'anno successivo.
Insieme ad altre etichette come l'IPM, la SIR e la Pig faceva parte del gruppo Italmusica; chiuse le attività nel 1968, a seguito del fallimento dell'Italmusica.

## I dischi pubblicati
Per la datazione ci siamo basati sull'etichetta del disco, o sul vinile o, infine, sulla copertina; qualora nessuno di questi elementi avesse una datazione, ci siamo basati sulla numerazione del catalogo; se esistenti, abbiamo riportato oltre all'anno il mese e il giorno (quest'ultimo dato si trova, a volte, stampato sul vinile).

### 45 giri
| Numero di catalogo | Anno | Interprete       | Titoli                                                        |
| ------------------ | ---- | ---------------- | ------------------------------------------------------------- |
| XP 605             | 1964 | Lucia Altieri    | Se tu/Paloma de Vila Franca                                   |
| XP 606             | 1964 | Lucia Altieri    | Terra Straniera/Sotto Gli Alberi                              |
| XP 607             | 1964 | Lucia Altieri    | Stelle Di Spagna/Parlano Di Noi                               |
| XP 608             | 1964 | Corrado Landi    | Nevica/Oh che sbadato!                                        |
| XP 609             | 1964 | Franca Siciliano | Un buco nel muro/Una di noi                                   |
| XP 610             | 1965 | Lucia Altieri    | Non ti scuso più/Fa come vuoi                                 |
| XP 612             | 1965 | Lucia Altieri    | Quel paese del sud/Io credo in te                             |
| XP 613             | 1965 | Lucia Altieri    | Nun me sceta'/Mandulinata a Napule                            |
| XP 614             | 1965 | Lucia Altieri    | La rosa azzurra/Il giorno e la notte                          |
| XP 615             | 1965 | Franca Siciliano | Tutta l'estate/Pensa al nostro amore                          |
| XP 616             | 1966 | Franca Siciliano | Drina/Ma cos'hai?                                             |
| XP 617             | 1966 | Lucia Altieri    | I tre porcellini/Bibbidi-bobbidi-bu                           |
| XP 618             | 1966 | Gipo Farassino   | L'appassionata/Celeste Pautasso                               |
| XP 620             | 1966 | Lucia Altieri    | Thanks/Prova a chiederti                                      |
| XP 621             | 1966 | Franca Siciliano | Questa sera no/Quando mi prendono i cinque minuti             |
| XP 625             | 1967 | Franca Siciliano | Se dopo tu/Tengo i capelli neri                               |
| XP 626             | 1967 | Franco Talò      | ...come un giocattolo rotto mi butti via/Stai lontano gelosia |
| XP 627             | 1967 | Franco Talò      | La voglia di vivere/Caro amore sto lontano                    |
| XP 628             | 1967 | I Campioni       | Quando torno a casa/Non c'è bisogno di parlare                |
| XP 629             | 1967 | Franco Talò      | L'ultimo valzer/Un uomo a metà                                |